# Sigrid Kannengießer
Sigrid Kannengießer ist eine deutsche Kommunikationswissenschaftlerin.
Sie ist seit Oktober 2022 Professorin für Kommunikationswissenschaft mit dem Schwerpunkt Mediensoziologie an der Universität Münster.

## Biografie
Kannengießer studierte von 2000 bis 2006 an der Ruhr-Universität Bochum Film- und Fernsehwissenschaft und Politische Wissenschaft sowie Medienkultur und Politische Wissenschaft an der Universität Hamburg, an der sie das Magisterstudium abschloss. Nach der Promotion 2012 am Zentrum für Medien-, Kommunikations- und Informationsforschung der Universität Bremen war sie von 2012 bis 2015 wissenschaftliche Mitarbeiterin (Postdoc) am Zentrum für Medien-, Kommunikations- und Informationsforschung der Universität Bremen.
Sie war wissenschaftliche Geschäftsführerin des artec Forschungszentrum Nachhaltigkeit in Bremen und wissenschaftliche Mitarbeiterin am Zentrum für Medien-, Kommunikations- und Informationsforschung (ZeMKI) der Universität Bremen, sowie am Zentrum für Transnationale Studien der Universitäten Oldenburg und Bremen und am Department für Sprache, Literatur und Medien der Universität Hamburg. In dieser Zeit habilitierte sie.

2021/22 war sie Professorin für Kommunikations- und Medienwissenschaft mit dem Schwerpunkt Mediengesellschaft an der Universität Bremen.
 
2022 wurde sie Professorin an der Universität Münster.
Ihre Forschungsschwerpunkte liegen im Bereich digitale Medien und Nachhaltigkeit, konsumkritische Projekte und Praktiken, kritische Datenpraktiken, politische Bewegungen, transkulturelle und politische Kommunikation, Mediensoziologie, sowie kommunikations- und medienwissenschaftliche Geschlechterforschung.

## Schriften (Auswahl)
- Digitale Medien und Nachhaltigkeit. Medienpraktiken für ein gutes Leben. Wiesbaden 2022, ISBN 978-3-658-36166-2
- Translokale Ermächtigungskommunikation. Medien, Globalisierung, Frauenorganisationen. Wiesbaden 2014, ISBN 3-658-01802-X.
- mit Ines Weller:  Konsumkritische Projekte und Praktiken. Interdisziplinäre Perspektiven auf gemeinschaftlichen Konsum. München 2018, ISBN 3-96006-027-0.